# Кокжол
Кокжол (каз. Көкжол) — упразднённое село в Аксуатском районе Абайской области Казахстана. Входило в состав Екпинского сельского округа. Код КАТО — 635837300. Исключено из учётных данных в 2024 году.

## Население
В 1999 году население села составляло 134 человека (72 мужчины и 62 женщины). По данным переписи 2009 года, в селе проживали 202 человека (114 мужчин и 88 женщин).